# ファンウィング
ファンウィングとは、航空機の形式の一種である。通常の飛行機のような固定翼を有するが、翼の前縁が円筒状になって多翼ファンが内蔵された構造となっている。一般的なプロペラなどの代わりに、このファンによって気流を生み出し、推進力を得るとともに揚力を発生させる。開発したイギリスの企業の固有名称でもある。
開発企業によれば非常に短距離での離陸が可能で、STOLないしはVTOLとして利用できるなどのメリットがあるというが、研究段階である。軍用の無人航空機としての実用化も目指し、試作機を飛行させている。